# Бодячук Василь Ярославович
Василь Ярославович Бодячук — старший солдат Збройних сил України, учасник російсько-української війни, що трагічно загинув під час російського вторгнення в Україну в 2022 році.

## Життєпис
Ще у 18 років обрав шлях військового, служив по контракту, з 2015 року боровся з ворогом у найгарячіших точках на Сході країни. У 2018 році вступив до легендарного полку «Азов».
Під час служби Василь познайомився зі своєю дружиною Аліною. Вони мешкали в Маріуполі. У 2021 році в них народився син Ростислав.
Василь загинув 20 березня 2022 року в Маріуполі під час виконання бойового завдання.
3 жовтня 2022 року коли Василю мало виповнитися 25 років. Також відомо, що його молодші брати-близнюки Микола (служив за контрактом рік до початку війни) та Юрій (повернувся з-за кордону, щоб долучитися до ЗСУ) та батько Ярослав також служать в ЗСУ. Мама Василя Світлана Тимофіївна виховує маленького сина Ростислава у Мукачеві.

## Нагороди
- Орден «За мужність» III ступеня (2022, посмертно) — за особисту мужність і самовіддані дії, виявлені у захисті державного суверенітету та територіальної цілісності України, вірність військовій присязі, зразкове виконання службового обов'язку.